# Лудега
Лудега или Лудига — река в России, протекает по Виноградовскому району Архангельской области. Устье реки находится в 365 км по левому берегу реки Северная Двина. Длина реки составляет 17 км. В 11 км от устья, по левому берегу реки впадает река Ракула. Исток — в 17 км от устья, при слиянии ручья Пивково с рекой Перечка. В среднем течении Лудега протекает через озеро Лудега.

## Данные водного реестра
По данным государственного водного реестра России Лудега относится к Двинско-Печорскому бассейновому округу, водохозяйственный участок реки — Северная Двина от впадения реки Вычегда до впадения реки Вага, речной подбассейн реки — Северная Двина ниже места слияния Вычегды и Малой Северной Двины. Речной бассейн реки — Северная Двина.
Код объекта в государственном водном реестре — 03020300112103000028132.